# Kelly Markus
Pour les articles homonymes, voir Markus.
Kelly Markus, née le 7 février 1993 à Amsterdam est une coureuse cycliste néerlandaise, membre de l'équipe Doltcini-Van Eyck Sport. Elle a notamment été championne des Pays-Bas de l'américaine avec Amy Pieters en 2013, 2014. Son frère aîné Barry Markus est également cycliste professionnel.

## Palmarès sur piste

### Championnats du monde
- Montichiari 2010
  -  Médaillée de bronze de la poursuite par équipes juniors

### Championnats d'Europe
- Anadia 2011
  -  Médaillée de bronze de la course aux points juniors
  -  Médaillée de bronze du scratch juniors

### Championnats nationaux
- Championne des Pays-Bas de l'américaine : 2013 et 2014
- Championne des Pays-Bas de poursuite par équipes : 2015 et 2016

## Palmarès sur route

### Par année
- 2011
  - 9e du championnat du monde sur route juniors
- 2015
  - 3e du Circuit du delta de l'IJssel

### Classements mondiaux
| Année                                 | 2012 | 2013 | 2014 | 2015 | 2016 | 2017 | 2018 | 2019 |
| ------------------------------------- | ---- | ---- | ---- | ---- | ---- | ---- | ---- | ---- |
| Classement UCI                        | 367e | nc   | 435e | 187e | 261e | nc   | 382e | 713e |
| UCI World Tour                        |      |      |      |      | nc   | nc   | 183e | 174e |
|                                       |      |      |      |      |      |      |      |      |
| Légende : nc = non classéSource : UCI |      |      |      |      |      |      |      |      |